# Искушта
Искушта́ (баш. Исҡушты) — село в Белорецком районе Республики Башкортостан России. Входит в состав Ассинского сельсовета.

## География

### Географическое положение
Расстояние до:
- районного центра (Белорецк): 140 км,
- центра сельсовета (Ассы): 25 км,
- ближайшего ж.-д. остановочного пункта (ост. пункт 95 км): 28 км.

Находится на левом берегу реки Лемезы, в месте впадения реки Искушты. Протекает ручей Кусагазы.

## Население
| 2002 | 2009 | 2010 |
| ---- | ---- | ---- |
| 283  | ↗291 | ↘195 |

Согласно переписи 2002 года, преобладающая национальность — башкиры (84 %).